# Charles Tilly
Charles Tilly (Lombard (Illinois), 20 mei 1929 - New York, 29 april 2008) was een Amerikaans socioloog, politicoloog en historicus die veel publiceerde over de relatie tussen politiek en maatschappij.

## Opleidingen en betrekkingen
Tilly werd geboren nabij Chicago. Hij studeerde aan Harvard en Oxford en promoveerde in 1958 in de sociologie aan Harvard. Hij werkte vervolgens aan diverse universiteiten in Noord-Amerika, het laatst aan Columbia Universiteit in New York.

## Wetenschappelijk werk
Tilly deed onderzoek naar politieke, sociale en technologische veranderingen in Europa vanaf de middeleeuwen tot heden. Hij probeerde een verklaring te vinden voor het succes van de natiestaat als dominant model. Volgens zijn theorie was oorlog voeren in het premoderne Europa extreem duur, vooral door de kosten die met militaire innovatie gepaard gingen (zoals buskruit en grote legers). Als gevolg daarvan konden alleen staten met een voldoende hoeveelheid kapitaal en een grote bevolking het zich veroorloven om voor hun veiligheid te betalen waardoor zij in een vijandige omgeving konden voortbestaan. Instellingen zoals voor het heffen van belasting werden mede ontwikkeld om oorlogsvoering te betalen. Een bekende quote van hem was: "Staten maken oorlogen, en oorlogen maken staten".
Een andere focus van Tilly's werk is gelegen in de sociale bewegingen: hoe organiseren sociale groepen zich en hoe gaan zij met elkaar en hun omgeving om?
Charles Tilly schreef meer dan 600 artikelen en 51 boeken. Zijn werk werd diverse malen onderscheiden.